# Paghman
Paghman är en stad i Afghanistan. Den ligger i provinsen Kabul, i den nordöstra delen av landet, 21 kilometer väster om huvudstaden Kabul. Paghman ligger 2 328 meter över havet och antalet invånare är cirka 49 000. Staden är administrativt centrum för distriktet Paghman.